# 北小路隆志
北小路 隆志（きたこうじ たかし、1962年 - ）は、日本の映画批評家である。

## 経歴
早稲田大学政治経済学部卒業、早稲田大学大学院経済学研究科修士課程修了。『映画芸術』『キネマ旬報』『現代思想』『すばる』『装苑』などで批評を執筆する。東京国立近代美術館フィルムセンター客員研究員、京都造形芸術大学映画学科教授などを歴任。2010年、第23回東京国際映画祭日本映画「ある視点」部門の審査委員を務めた。主な著書に、『いますぐ抱きしめたい』から『若き仕立屋の恋』までのウォン・カーウァイ作品を論じた『王家衛的恋愛』がある。

## 著書

### 単著
- 『王家衛的恋愛』（INFASパブリケーションズ、2005年）

### 共編著
- 『社会派シネマの戦い方』（フィルムアート社、2000年、共編著）
- 『映画の政治学』（青弓社、2003年、共著）
- 『ペドロ・コスタ 遠い部屋からの声』（せんだいメディアテーク、2007年、共著）
- 『ゼロ年代プラスの映画 リアル、フェイク、ガチ、コスプレ』（河出書房新社、2011年、共著）
- 『ひきずる映画 ポスト・カタストロフ時代の想像力』（フィルムアート社、2011年、共著）